# Cozmești (župa Vaslui)
Cozmești je rumunská obec v župě Vaslui. Žije zde přibližně 1 800 obyvatel. Skládá se ze čtyř částí.

## Části obce
- Cozmești – 230 obyvatel
- Bălești – 636 obyvatel
- Fâstâci – 948 obyvatel
- Hordilești – 26 obyvatel